# Nam Thanh, Nam Trực
Nam Thanh là một xã thuộc huyện Nam Trực, tỉnh Nam Định, Việt Nam.
Xã Nam Thanh có diện tích 7,2 km², dân số năm 1999 là 12584 người, mật độ dân số đạt 1748 người/km².